# Fatma Al-Nabhani
Fatma Talib Sulaiman Al-Nabhani (Masqat, 20 mei 1991) is een tennisspeelster uit Oman.
Zij begon op vierjarige leeftijd met het spelen van tennis. Sinds 2011 speelt Al-Nabhani voor Oman op de Fed Cup.
Al-Nabhani komt uit een familie van tennisspelers. Haar twee oudere broers Khaled en Mohammed spelen ook professioneel tennis, en ze wordt gecoacht door haar moeder, die weer van haar vader leerde tennissen. Als kind ging ze mee naar de wedstrijden van haar moeder Huda of haar broers, en sinds haar dertiende speelt ze op internationale toernooien.
Vanwege de strikte moslimgewoonten van Oman speelt Al-Nabhani sinds haar 18e met leggings tot over haar knieën, onder haar tennisrok.